# Olympische Winterspiele 2002/Teilnehmer (Libanon)
| Gelbes Symbol für Goldmedaillen mit stilisierten Olympischen Ringen | Graues Symbol für Silbermedaillen mit stilisierten Olympischen Ringen | Braundes Symbol für Bronzemedaillen mit stilisierten Olympischen Ringen |
| ------------------------------------------------------------------- | --------------------------------------------------------------------- | ----------------------------------------------------------------------- |
| —                                                                   | —                                                                     | —                                                                       |

Der Libanon nahm 2002 zum 14. Mal an Olympischen Winterspielen teil. Im Ski Alpin traten zwei Athleten für das Land an.
Fahnenträgerin bei der Eröffnungsfeier war Chirine Njeim.

## Übersicht der Teilnehmer

### Ski Alpin
Frauen
- Chirine Njeim
Riesenslalom: 45. Platz (2:53,42 min)
Slalom: 36. Platz (2:13,48 min)

Männer
- Niki Fürstauer
Slalom: Ausgeschieden (2. Lauf)